# St. Nikolaus (Ingeleben)

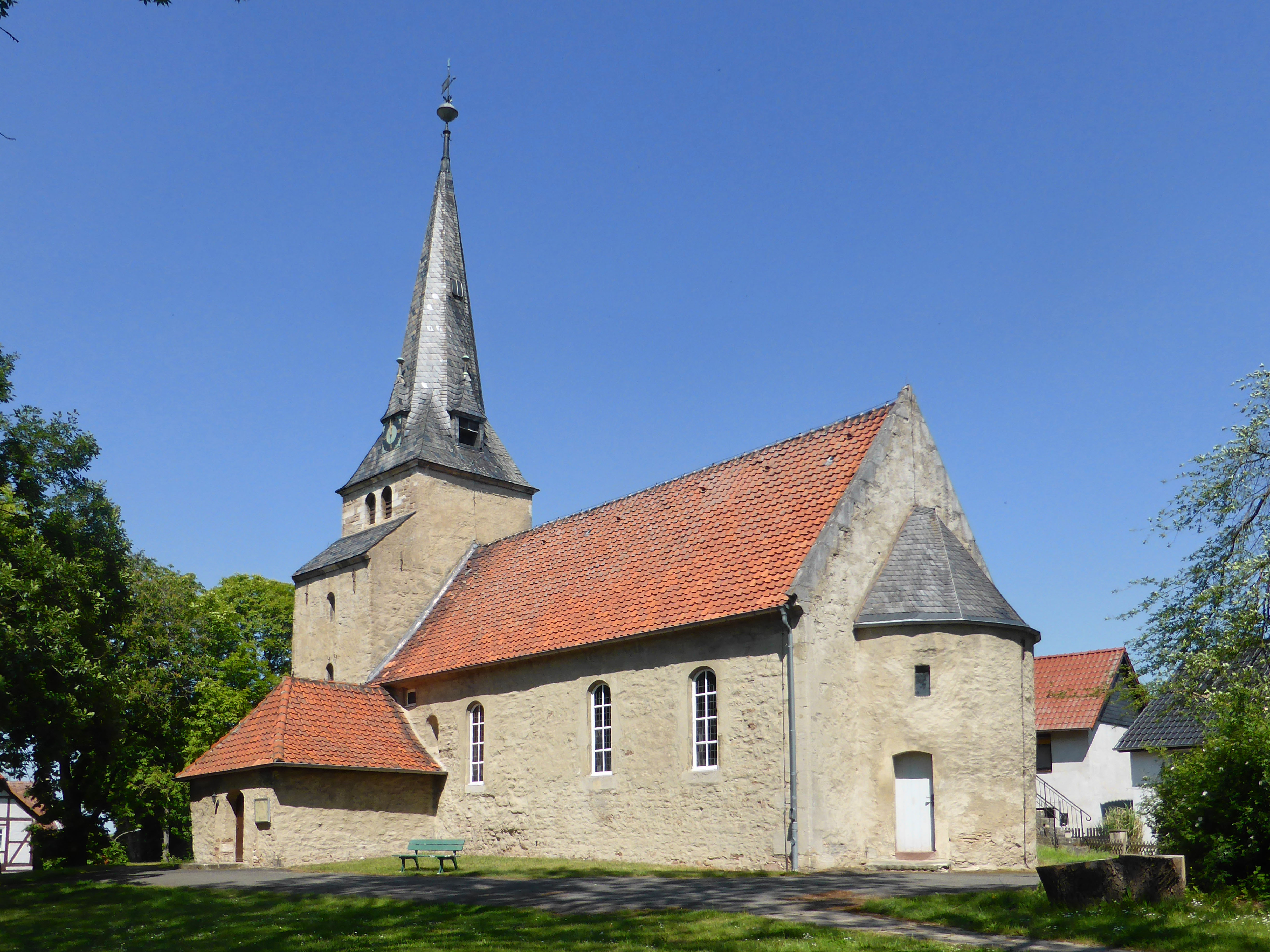
St. Nikolaus (Ingeleben)

Die evangelisch-lutherische Kirche St. Nikolaus steht in Ingeleben, einem Gemeindeteil der Gemeinde Söllingen im Landkreis Helmstedt in Niedersachsen. Das Baudenkmal hat nach dem Niedersächsischen Denkmalschutzgesetz die ID 32644932. Die Kirche gehört zur Evangelisch-lutherischen Landeskirche in Braunschweig.

## Beschreibung
Die geostete Saalkirche aus geschlämmten Bruchsteinmauerwerk ist in der Substanz romanisch.
Im Westen des Langhauses steht ein querrechteckiger Kirchturm in Breite des Langhauses, der 1744 erneuert wurde. Sein oberstes Geschoss, das den Glockenstuhl beherbergt, ist beidseitig eingezogen. Darauf sitzt ein achtseitiger, schiefergedeckter Knickhelm, in den Uhrenhäuschen eingefügt sind.
Das rechteckige Langhaus, das mit einem Satteldach bedeckt ist, wird durch Rundbogenfenster belichtet. Im Osten des Langhauses ist eine halbrunde, schiefergedeckte Apsis angebaut, die innen zugemauert ist, aber über einen eingelassenen Außenzugang verfügt. Im Süden des Langhauses befindet sich ein Anbau, ein ehemaliges Leichenhaus, der hinter dem Portal das Vestibül beherbergt. Im Norden dient ein Anbau, der innen mit einem Tonnengewölbe überspannt ist, der Sakristei und der darüber liegenden Patronatsloge.
Der mit einem Tonnengewölbe überspannte Innenraum des Langhauses, ist mit einer L-förmigen Empore ausgestattet. Die Orgel mit 13 Registern, 2 Manualen und einem Pedal hat 1889 J. Becker gebaut.